# Matilda Hays
Pour les articles homonymes, voir Hays.
Matilda Mary Hays (8 septembre 1820 – 3 juillet 1897) est une journaliste féministe britannique. Elle est traductrice et a exercé des activités d'actrice. Elle participe à la traduction en anglais de plusieurs ouvrages de George Sand en compagnie d'Elizabeth Ashurst. Elle participe également à la création de la revue English Woman's Journal, avec Barbara Bodichon et Bessie Rayner Parkes.

## Biographie
Matilda Hays est née à Londres le 8 septembre 1820, fille de John Hays et Elizabeth Mary Hays. 
Elle a écrit de nombreux articles pour des périodiques tels que The Mirror et Ainsworth's Magazine, notamment sur des questions féministes. Influencée par George Sand, elle se disait en effet déterminée à améliorer la condition féminine grâce à ses textes.

### Traduction des textes de George Sand
À une époque où le mode de vie indépendant et libertin de George Sand était jugé inhabituel pour une femme du XIXe siècle, Matilda Hays et son amie Elizabeth Ashurst furent intriguées par le commentaire politique et social émis par Sand dans ses textes et voulurent en fournir la traduction en anglais. Elles furent encouragées par William Charles Macready et George Henry Lewes, qui contactèrent Sand, et l'opération fut financée par Edmund Larken, qui prit aussi part au processus de traduction,.
George Henry Lewes suggéra à Hays d'édulcorer les textes de Sand lors de sa traduction,. Giuseppe Mazzini, révolutionnaire italien et ami de George Sand, estima que la traduction ainsi produite diminuait la charge politique de ceux-ci. Quatre romans furent ainsi traduits par Hays et Ashurst, et publiés en 1844, notamment La Dernière Aldini et Les Maîtres mosaïstes, mais ils n'eurent pas le succès escompté.

### English Woman's Journal
En 1847, Hays amorce la création d'une revue destinée aux femmes, inspirée par le Godey's Lady's Book publié aux États-Unis. Elle désire ainsi offrir aux femmes une plateforme pour publier leurs textes et s'exprimer librement sur leurs droits, notamment sur la question des opportunités d'éducation et de travail, sujets qui ne sont pas discutés dans la presse traditionnelle. Cependant, il apparaîtra difficile pour Hays de concrétiser son projet et il sera mis de côté,.
Peu après cet échec, la poétesse Eliza Cook lancera le Eliza Cook's Journal, une revue qui reprend ses principes et Hays en deviendra une collaboratrice régulière. La revue publiera de nombreux essais, poèmes, nouvelles et critiques traitant de questions féministes et de lutte des classes.
Hays participa en 1858 à la création de la revue English Woman's Journal en compagnie de Barbara Bodichon et Bessie Rayner Parkes, et en fut la responsable éditoriale avec Parkes. Elle quitta son poste en 1864 à la suite de désaccords avec sa co-éditrice sur la façon de diriger la revue.

### Relation sentimentale avec Charlotte Cushman
En 1848, Hays fit la rencontre de Charlotte Cushman, une actrice américaine de théâtre connue notamment pour son rôle de Roméo dans une adaptation de Roméo et Juliette où sa sœur Susan Webb Cushman lui donnait la réplique en tant que Juliette. Elles développèrent rapidement une relation sentimentale et furent même reconnues publiquement comme un couple. Lorsque Susan Cushman prit sa retraite du milieu théâtral, Hays la remplaça comme partenaire de scène de Charlotte. Celle-ci lui enseigna les rudiments du métier d'actrice et elles jouèrent ensemble dans des représentations de Roméo et Juliette et de La Demoiselle de Lyon. Néanmoins la carrière d'actrice de Hays fut courte car elle n'aimait pas le métier. En 1849, Charlotte, vedette montante du théâtre, dût retourner aux États-Unis pour les besoins de sa carrière. Elle prit sa retraite du métier en 1852, ce qui lui permit de s'installer à Rome avec Hays et quelques autres artistes expatriées, dont Harriet Hosmer et Sara Jane Lippincott. Elles mirent fin à leur relation en 1857. 